# فهرست کشورها بر پایه تولید فلوریت
این فهرست کشورها بر پایه تولید فلوریت، بر اساس بررسی، زمین‌شناسی بریتانیا منتشر شده‌است.
| رتبه | کشور          | تولید فلوریت (تن) |
| ---- | ------------- | ----------------- |
|      | جهان          | ۵٬۵۰۰٬۰۰۰         |
| ۱    | چین           | ۳٬۰۰۰٬۰۰۰         |
| ۲    | مکزیک         | ۹۳۶٬۴۳۳           |
| ۳    | آفریقای جنوبی | ۲۴۰٬۰۰۰           |
| ۴    | روسیه         | ۲۱۰٬۰۰۰           |
| ۵    | اسپانیا       | ۱۴۶٬۹۴۶           |
| ۶    | مغولستان      | ۱۳۸٬۰۰۰           |
| ۷    | نامیبیا       | ۱۳۲٬۲۴۹           |
| ۸    | کنیا          | ۱۳۲٬۰۳۰           |
| ۹    | مراکش         | ۱۱۵٬۰۰۰           |
| ۱۰   | برزیل         | ۶۳٬۶۰۴            |
| ۱۱   | بریتانیا      | ۶۰٬۰۰۰            |
| ۱۲   | آلمان         | ۵۳٬۰۰۹            |
| ۱۳   | فرانسه        | ۴۰٬۰۰۰            |
| ۱۴   | رومانی        | ۱۵٬۰۰۰            |
| ۱۵   | کره شمالی     | ۱۲٬۰۰۰            |
| ۱۶   | آرژانتین      | ۸٬۲۷۸             |
| ۱۷   | مصر           | ۷٬۷۰۰             |
| ۱۸   | قرقیزستان     | ۴٬۰۰۰             |
| ۱۹   | تایلند        | ۳٬۲۴۰             |
| ۲۰   | ویتنام        | ۳٬۰۰۰             |
| ۲۱   | هندوستان      | ۲٬۲۰۳             |
| ۲۲   | پاکستان       | ۱٬۰۵۰             |
| ۲۳   | ترکیه         | ۸۰۰               |